# Oda Ujiharu
Oda Ujiharu (小田 氏治?; 1534 – 1602) è stato un samurai giapponese del periodo Sengoku.
Ujiharu era figlio di Oda Masaharu e governava dal castello di Oda nella provincia di Hitachi. 
Succedette al padre alla guida del clan Oda nel 1548, venendo pressato con forza dai vicini clan Yūki e Satake proprio in un momento la forza degli Oda era in declino. 
Durante i primi anni di Ujiharu come capo clan, gli Hōjō espansero il loro territorio per aggirare le terre degli Oda. Inizialmente Ujihara si scontrò con gli Hōjō. Nel 1556 il castello di Oda cadde nelle mani degli Yūki supportati degli Hōjō. Nel 1564, dopo essersi alleato con gli Hōjō, il castello di Oda fu catturato dalle forze congiunte degli Uesugi e Satake. Ogni volta Ujihara si ritirò al castello di Tsuchiura da dove lanciava gli attacchi per riprendersi la roccaforte degli Oda.
Nel 1569 perse definitivamente il castello di Oda. Si arrese completamente ai Satake nel 1583, dovendo dare tutta la propria famiglia come ostaggio. Dopo l'assedio di Odawara del 1590 Ujiharu fu completamente privato dei propri possedimenti rimasti. L'attaccamento di Ujiharu e le sue continue azioni per riprendersi i possedimenti perduti fecero forte impressione sul Giappone dell'epoca che gli diede il soprannome di "fenice del clan Oda". Divenne in seguito servitore di Yūki Hideyasu. 
È noto che Ujiharu amasse profondamente il renga.